# Passerelle de l'île Saint-Germain
La passerelle de l'Île Saint-Germain est un pont sur le petit bras de la Seine, reliant l'Île Saint-Germain à Issy-les-Moulineaux.

## Présentation
C'est un pont en poutre-treillis, offrant une seule file de circulation et un trottoir pour piétons.

## Historique
Son constructeur est H.Roussel (Paris).